# Bedd yr Afanc

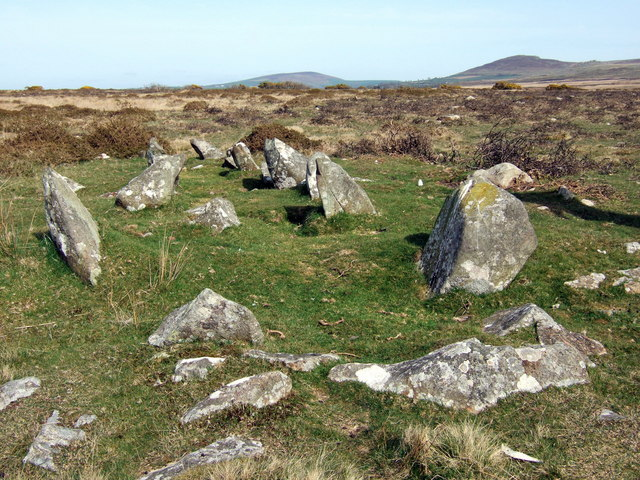
Bedd yr afanc

Bedd yr Afanc  (deutsch „Grab des Afanc“), ein Wasserungeheuer – ist das einzige Galeriegrab in Wales. Es liegt südöstlich von Brynberian in Pembrokeshire. Die 1939 ausgegrabene Anlage liegt im Zentrum eines U-förmigen Tals in den Preseli-Bergen (Mynydd Preseli), auf einem niedrigen ovalen Plateau, das von einem Sumpf umgeben ist. Bedd yr Afanc datiert etwa von 3500 v. Chr. 
Erhalten sind zwei parallele nordwest-südost orientierte Steinreihen in einem niedrigen, ovalen Erd- oder Steinhügel. Es handelt sich um Paare von über einen halben Meter hohen, ehemaligen Tragsteinen des Ganges. Der führt zu einem kleinen, runden Kammerrest im Westen des Hügels, der aus ehemaligen Tragsteinen ähnlicher Größe gebildet wird. Erhalten sind insgesamt 22 Steine, darunter kein Deckstein.
Bedd yr Afanc ist ein Scheduled Monument.
In walisischen Erzählungen war Afanc ein Wesen, das wie ein riesiger Biber aussah.